# 1983 dans les chemins de fer
Chronologie des chemins de fer
1982 dans les chemins de fer - 1983 - 1984 dans les chemins de fer

## Évènements

### Janvier
- 2 janvier, Venezuela : mise en service du premier tronçon de 6,9 km de la ligne 1 du métro de Caracas.
- 27 janvier, Japon : achèvement du percement de la galerie de service du tunnel du Seikan.

### Février
- 25 février, France : installation du nouveau conseil d'administration de la SNCF, désormais Établissement public. M. André Chadeau, conseiller du premier ministre Pierre Mauroy, est le nouveau président de la SNCF.

### Juillet
- 26 juillet, France : déraillement d'un train-couchette Nice-Paris en gare de Barbentane-Rognonas, dans les Bouches-du-Rhône. Le bilan de l'accident est de 4 morts et 24 blessés. La raison de ce drame est la rupture d'un essieu.

### Septembre
- 25 septembre : il ne faut que 2 heures pour relier Paris à Lyon-Perrache avec le TGV Sud-Est.